# Головко, Александр Александрович
Алекса́ндр Алекса́ндрович Головко́ (укр. Олександр Олександрович Головко, родился 11 марта 1995, Киев) — украинский футболист, защитник клуба «Раон-л'Этап».

## Биография
Александр родился в Киеве в семье футболиста Александра Головко. Футболом начал заниматься в клубе, за который выступал его отец — киевском «Динамо». Свой дебютный матч он провёл 3 июня 2009 года в чемпионате ДЮФЛУ против киевского «Атлета», выйдя на замену за 13 минут до конца встречи. В дебютном сезоне в ДЮФЛУ Головко в составе «бело-синих» стал чемпионом Украины среди 14-летних. Однако уже в следующем сезоне в поисках игровой практики Головко-младший перебрался в киевскую «Звезду». В её составе он провёл четыре матча и перед сезоном 2010/11 вернулся в «Динамо».
Тренер «Динамо» (U-16) Алексей Дроценко отмечал прогресс Головко, а также схожесть манеры игры юного защитника с его знаменитым отцом. Но за осеннюю часть сезона в составе «Динамо» U-16 он появлялся на поле лишь трижды, каждый раз выходя на замену. Стабильно стал попадать в состав Головко после перехода в Республиканское высшее училище физической культуры. Уже в весенней части первенства он сыграл за РВУФК 9 матчей, шесть из которых в основе. В чемпионате U-17 Головко был уже одним из основных игроков РВУФК, проведя за сезон 17 матчей, 12 из которых в стартовом составе.
После окончания футбольной школы летом 2012 года Головко полгода выступал в киевском «Арсенале», за который сыграл 12 матчей в чемпионате U-21 и один матч в чемпионате U-19.
В феврале 2013 года Александр заключил трёхлетний контракт с киевским «Динамо». Дебют в футболке «бело-синих» теперь уже на уровне U-19 состоялся 3 апреля в домашней игре 6-го тура второго этапа чемпионата против полтавской «Ворсклы», которая проходила на одном из полей загородной базы в Конча-Заспе. При счёте 3:0 в пользу киевлян старший тренер команды Валентин Белькевич выпустил Александра на поле на 75-й минуте встречи. До конца сезона 2012/13 Головко ещё четыре раза появлялся на поле, а в новом сезоне стал привлекаться и к матчам «Динамо» U-21. Всего за два с половиной года защитник провёл 14 матчей в юношеской и 10 матчей в молодёжной команде «Динамо».
Летом 2015 года Головко был заявлен за вторую динамовскую команду, которая играла в Первой лиге. В профессиональных соревнованиях дебютировал 7 ноября 2015 года в выездном матче против «Тернополя», который завершился поражением киевлян 0:1, а Александр вышел на поле на 87 минуте вместо Александра Цыбульника.
В октябре 2016 года перешёл в черниговскую «Десну», подписав контракт сроком на 2,5 года. 27 сентября 2018 года покинул «Десну» как свободный агент.

## Личная жизнь
Сын известного динамовского футболиста 1990-х—начала 2000-х годов Александра Головко. Имеет брата Андрея и сестру Арину.

## Достижения
«Десна»
- Серебряный призёр Первой лиги: 2016/17.
- Бронзовый призёр Первой лиги: 2017/18.